# Ellington (Missouri)
Ellington és una població dels Estats Units a l'estat de Missouri. Segons el cens del 2000 tenia 1.045 habitants.

## Demografia
Segons el cens del 2000, Ellington tenia 1.045 habitants, 456 habitatges, i 285 famílies. La densitat de població era de 286,2 habitants per km².
Dels 456 habitatges en un 32,2% hi vivien nens de menys de 18 anys, en un 47,1% hi vivien parelles casades, en un 12,5% dones solteres, i en un 37,5% no eren unitats familiars. En el 35,1% dels habitatges hi vivien persones soles el 18,9% de les quals corresponia a persones de 65 anys o més que vivien soles. El nombre mitjà de persones vivint en cada habitatge era de 2,29 i el nombre mitjà de persones que vivien en cada família era de 2,93.
Per edats la població es repartia de la següent manera: un 26,7% tenia menys de 18 anys, un 8,7% entre 18 i 24, un 26,8% entre 25 i 44, un 20,1% de 45 a 60 i un 17,7% 65 anys o més.
L'edat mediana era de 35 anys. Per cada 100 dones de 18 o més anys hi havia 83,7 homes.
La renda mediana per habitatge era de 21.836 $ i la renda mediana per família de 27.443 $. Els homes tenien una renda mediana de 26.172 $ mentre que les dones 16.250 $. La renda per capita de la població era de 12.026 $. Entorn del 16,4% de les famílies i el 21,2% de la població estaven per davall del llindar de pobresa.

## Poblacions més properes
El següent diagrama mostra les poblacions més properes.